# Obsjtina Ugărtjin
Obsjtina Ugărtjin (bulgariska: Община Угърчин) är en kommun i Bulgarien.   Den ligger i regionen Lovetj, i den centrala delen av landet, 100 km nordost om huvudstaden Sofia.
Obsjtina Ugărtjin delas in i:
- Katunets
- Kirtjevo
- Lesidren
- Dragana
- Golets
- Mikre

Följande samhällen finns i Obsjtina Ugărtjin:
- Ugărtjin